# Typhlops titanops
Typhlops titanops este o specie de șerpi din genul Typhlops, familia Typhlopidae, descrisă de Thomas 1989. Conform Catalogue of Life specia Typhlops titanops nu are subspecii cunoscute.